# Bunuri mobile din domeniul numismatică clasate în patrimoniul cultural național al României aflate în județul Brăila
Acestă listă conține bunurile mobile din domeniul numismatică clasate în Patrimoniul cultural național al României aflate la momentul clasării în județul Brăila.

## Tezaur
| Foto | Informații generale | Detalii tehnice                                                                    | Descriere                        | Deținător              | Legături |
| ---- | ------------------- | ---------------------------------------------------------------------------------- | -------------------------------- | ---------------------- | -------- |
|      | 20 franci           | Datare: 1851 Descoperit: jud. Brăila, Brăila Material: aur                         | Legendă revers: EMPIRE FRANÇAISE | Muzeul Brăilei, Brăila | Cimec    |
|      | Șiling - fals       | Datare: 1661 Descoperit: jud. Buzău, com. Pătârlagele Material: cupru              |                                  | Muzeul Brăilei, Brăila | Cimec    |
|      | Kuruș               | Datare: 1757 Descoperit: jud. Brăila, com. Tufești, Sat Țibănești Material: argint |                                  | Muzeul Brăilei, Brăila | Cimec    |
|      | Kuruș               | Datare: 1765 Descoperit: jud. Brăila, com. Gemenele, Sat Găvani Material: argint   |                                  | Muzeul Brăilei, Brăila | Cimec    |